# مجزرة الحوطة 2014
مجزرة الحوطة 2014 في 9 اغسطس 2014 قامت مجموعة من عناصر تنظيم القاعدة بقتل 15 جندي يمني «ذبحاً بالسكاكين» في منطقة حوطة احمد بن زين مدينة شبام، بعد خطفهم من حافلة كانت تقلهم قرب مدينة شبام في محافظة حضرموت، في جنوب شرق اليمن، وقامت باقتيادهم إلى مدينة الحوطة بعد التأكد من بطاقاتهم الشخصية  وتم إعدامهم وإلقاء جثثهم أمام المواطنين في الطريق العام.، وقام المنفذون بنشر صور لهم وهم يقتلون الجنود في موقع التواصل الاجتماعي تويتر.

## الضحايا
تنظيم القاعدة في بيانه الذي نشره على موقعه على اليوتيوب قال أن الجنود ينتمون لجماعة أنصارالله (الحوثيين).
أسماء الضحايا:
1. حاشد جابر ابودومه - مديرية القفلة - محافظة عمران
2. صالح أحمد الحملي - مديرية القفلة - محافظة عمران.
3. علي حسين العجيري - مديرية القفلة - محافظة عمران.
4. بدر حسين الحنشي - مديرية القفلة - محافظة عمران.
5. يحيی علي القشيري - مديرية القفلة - محافظة عمران.
6. بندر علي القشيري - مديرية القفلة - محافظة عمران.
7. حزام مسعد العرجلي - مديرية القفلة - محافظة عمران.
8. عمار صالح بجيش - مديرية العشة - محافظة عمران.
9. علي علي بجيش - مديرية العشة - محافظة عمران.
10. عبد الله حسين مداغش - مديرية العشة - محافظة عمران.
11. وسف ناصر الصايدي - مديرية حوث - محافظة عمران.
12. حيدر هادي مسلم - مديرية حوث - محافظة عمران.
13. يونس حسن القاضي - مديرية حوث - محافظة عمران.
14. عبد الله صالح الحوثي - مديرية وشحه - محافظة حجه.